# Hylophila mollis
Hylophila mollis är en orkidéart som beskrevs av John Lindley. Hylophila mollis ingår i släktet Hylophila och familjen orkidéer. Inga underarter finns listade i Catalogue of Life.